# Картахена (Испания)
Картахе́на (исп. Cartagena) — город в Испании, в автономном сообществе Мурсия.
Название происходит от древнего города Карфаген (Картахена была основана карфагенянами, римляне называли её «Новый Карфаген»).
Население — 214 802 жителя (на 2019 год).
Покровителями города считаются святой Генезий, Дева Милосердная и Дева дель Розель.

## История

### Древняя и античная история
Существуют надёжные доказательства доисторических поселений на всей территории муниципального образования Картахена, как, например, месторождение Лас-Амоладерас в Ла-Манге. По всему побережью сделано множество археологических находок, таких, как иберийское поселение возле Лос Ньетос, обломки финикийских кораблей, всё это служит доказательством интенсивной промышленной и торговой деятельности на всей территории Сиерра Минера.
В отношении города на месте существующей ныне Картахены наиболее древние упоминания отправляют нас к городу Мастиа, иберийскому и тартесскому поселению, упоминания о котором относятся к IV веку до н. э. и которое традиционно связывают с Картахеной.
Первое же точное упоминание о городском поселении относится к 227 году до н. э. и говорит о том, что карфагенский военачальник Гасдрубал Красивый основал город Карт Хадашт (Qart Hadasht, Новый Город), обеспечив таким образом контроль над богатыми минеральными месторождениями юго-востока. Карт Хадашт превратился в главную базу финикийского царства, основанного Ганнибалом в Испании, из этого города он отправился в знаменитый победный военный поход со слонами на Италию, перейдя через Альпы и начав в 218 году до н. э. Вторую Пуническую Войну.
В 209 году до н. э. Картахену захватил римский полководец Сципион Африканский (см. также Великодушие Сципиона). Город был переименован в Картаго Нова (Новый Карфаген), и превратился в один из важнейших городов римской республики в Испании. В 44 году до н. э. Картаго Нова был третьим после Таррако и Кордобы городом Испании, получившим статус римской Колонии и имя Colonia Vrbs Iulia Nova Carthago (C.V.I.N.C) и управляемой горожанами в соответствии с римским правом. В процессе романизации император Октавиан Август перестроил город, спонсировав строительство форума и монументального римского театра.
Около 425 года город был разграблен вандалами, шедшими на Африку. Город должен был отвечать на атаки вандалов и в 461 году император Майориан собрал в городе флот из 45 кораблей с намерением вторгнуться в северную Африку, вернуть отвоёванное вандалами и восстановить Римскую империю в прежних границах. Битва при Картахене закончилась большим поражением, римская армада была полностью разбита.

### Картахена в Раннем Средневековье
Следом за падением Западной Римской империи и установлением в Испании власти германских королей, около 550 года, Картахена была завоёвана Византийским императором Юстинианом I и была превращена в столицу Провинции Испания Византийской Империи под именем Картаго Спартария. Около 622 года вестготы под предводительством Свинтилы захватили и, согласно Святому Исидору, полностью опустошили и разрушили город, что стало причиной его глубокого упадка. Однако известно, что в 675 году, при подписании одного из актов Толедского консилиума фигурирует подпись Мунуло, епископа Картахены. Что означает, что в это время в городе была резиденция епископа. К тому же времени относится начало местного почитания Святого Генезия, ставшего одним из небесных покровителей Картахены. Во времена арабского владычества город испытал определённый подъём, здесь была мечеть и укреплённая цитадель на нынешней горе Консепсьон.

### Картахена в Позднем Средневековье
В 1245 году кастильский князь Альфонсо, немногим позднее ставший королём Альфонсо X, отвоевал город. Уже став королём, он восстановил епископат Картахены, и в 1270 году создал Орден священников-воинов Святой Марии Испанской для морской защиты Королевства Кастильского, которое учредило в Картахене свою главную резиденцию. Несколькими годами позднее Реконкисты епископат был перенесён в Мурсию, что значительно затормозило городское и экономическое развитие, а также рост населения Картахены.
В 1296 году город перешёл во владение Арагонской Короны, что было закреплено Арбитражным Решением в Торрельясе, но Договор в Эльче от 1305 года вновь вернул его Кастильской Короне.
Картахена была признана важным коммерческим и военно-морским портом. К тому же инициативы таких королей как Педро I Кастильского не прекращали развитие архитектоники и возведение города, хотя население его было невелико.
В 1464 году король Энрике IV жалует Картахену с её замками, правом на суд и сбор податей, Педро Фихардо, который остаётся сеньором территорий до эпохи Католических Королей. В 1503 году королева Изабелла I Католическая приказала вернуть город со всеми правами во власть короны.

### XVI—XVII века
Начиная с правления Карла I и Филиппа II военная и оборонительная роль Картахены значительно возрастает. Картахена превращается в базу для королевских галер и военный анклав, укрепляются стены и возводятся некоторые фортификационные сооружения, например Фуэрте де Навидад (Рождественский Форт).
Однако рост населения сильно отставал от развития города в силу того, что город пережил в эти века несколько опустошительных эпидемий бубонной чумы. Особо тяжёлой была эпидемия 1648 года, когда за три месяца умерло 14000 жителей.
Порт Картахены превратился в главную базу военного и политического влияния испанских королей на Средиземноморье, что относилось как к их владениям в Италии, так и к сдерживанию мощи турок и берберов.
На протяжении этих веков изменения города заключаются в образовании различных монастырей, позволяющих обосноваться в городе таким орденам, как доминиканцы, августинцы и францисканцы, всякий раз направляющим в Духовный Совет петиции об увеличении числа прихожан, которые им систематически отклонялись. Монастыри формировали определённый городской пейзаж, а управляющие ими монашеские ордены направляли культурную, религиозную жизнь Картахены, а также вопросами санитарии, на протяжении всего XVII века.

### XVIII век

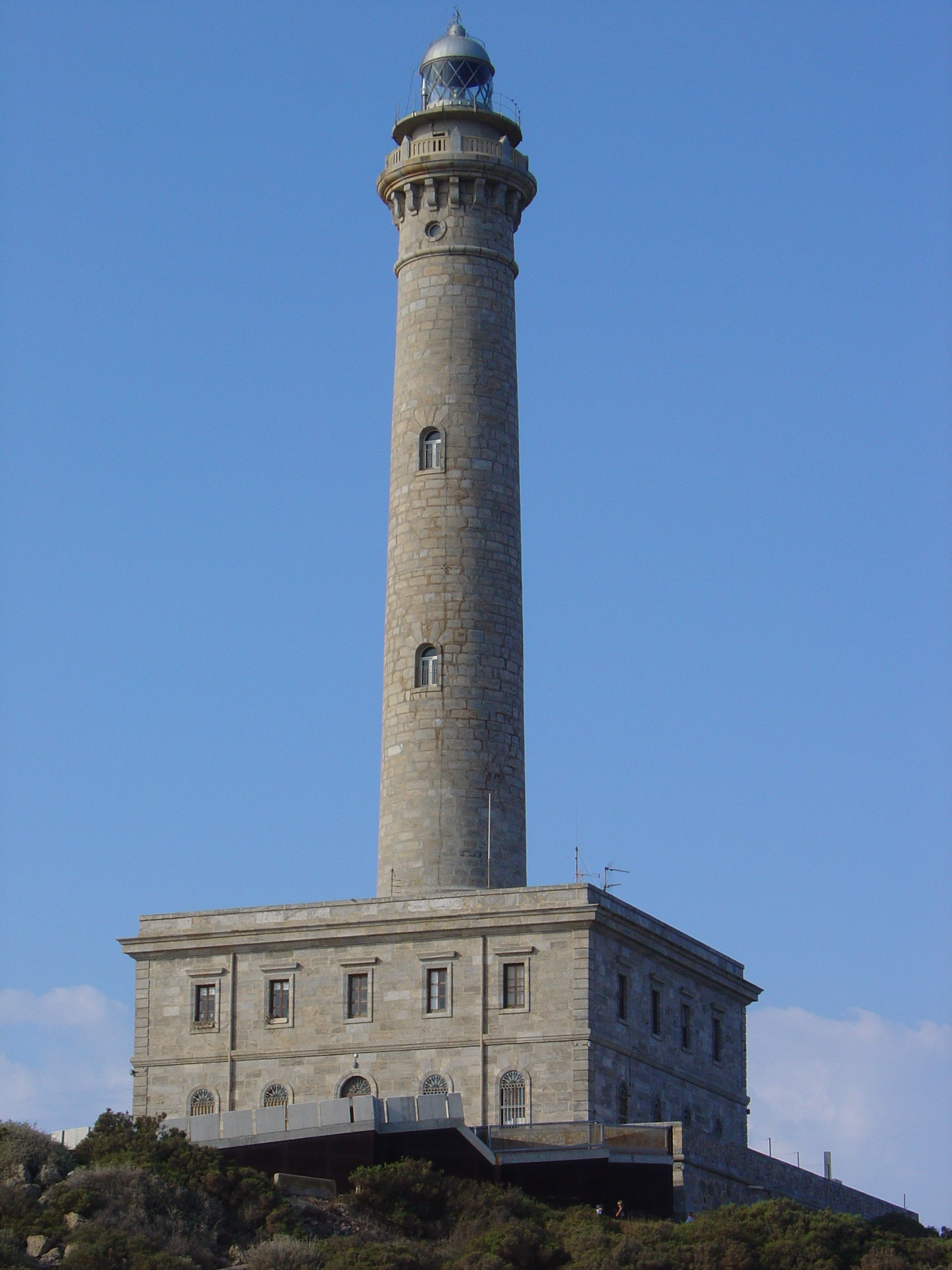
Маяк на мысе Палос.

Хотя на протяжении Войны за наследование испанского трона город был на стороне Аустрацистов (сторонников наследования трона наследниками архи-герцога Карлоса), Картахена пережила большой подъём при восшествии на престол династии Бурбонов.
В этот период становится столицей Средиземноморского Морского Департамента. Городское пространство расширяется с постройкой новой военной стены, которая увеличивает площадь заключённого внутри неё города. Строится множество военных объектов, фундаментальных, как Арсенал и несколько крепостей вокруг стены, например — Морской Госпиталь, в настоящее время отданный под Политехнический Университет Картахены.

### XIX—XX века
Процесс Конфискации в Испании провоцирует полное закрытие в Картахене монастырей и, как следствие, множество изменений в городской жизни, открытие садов и площадей.
Вместе с тем наиболее важным событием в XIX веке была кантональная революция (июль 1873 года—январь 1874 года). Город, под руководством Антонио Гальвеса, восстал против центрального правительства в защиту принципов федерализма.
Потеря Испанией последних колоний во время войны с США 1898 года оказала значительное влияние на Картахену, как из-за необходимости восстановления потерянного морского флота, так и из-за возрождения добычи руды на Сьерра Минера в районе Картагена — Ла-Уньон, которое началось в XX веке по всему региону и, наиболее прямым следствием которого было строительство в городе большого числа модернистских зданий.
В начале XX века культурная жизнь Картахены также пережила значительное развитие, до того как вспыхнула Испанская Гражданская война 1936—1939 годов. В эти годы Картахена была единственной военно-морской базой, остававшейся под контролем Республики и последним городом в сохранности, оккупированным восставшими 31 марта 1939 года.
Вторая половина XX века отмечена развитием энергетики и производства удобрений, а также военного кораблестроения.
В настоящее время Картахена входит в состав автономного сообщества Регион Мурсия, здесь, как в законодательной столице провинции, находится Региональная Ассамблея. Кроме того, она является столицей Морской Провинции Картахена, в соответствии с Королевским Удостоверением от 5 октября 1607 года короля Филиппа III.

## Достопримечательности
- Римский театр (Картахена)
- Картахенский собор
- Арсенал в Картахене
- Мыс Палос и маяк

## Города-побратимы
- Берсокана, Испания (2000)[5]
- Бурго де Осма, Испания
- Картаго, Колумбия
- Картахена, Колумбия (1987)[6]
- Карфаген, Тунис (1992)[7]
- Лос-Алькасарес, Испания (2011)[8]
- Терни, Италия (2002)[9]
- Ферроль, Испания